# 吳泓逸
吳泓逸（1992年1月7日—），綽號「鳳梨」，是出生於台灣嘉義市的台湾網路红人、商人。2015年與網紅罔腰合作。2017年陪同罔腰前往泰國進行變性手術。兩人也曾組成網紅組合「罔腰尬鳳梨」，在經過一路分分合合，最後在2020年拆夥。之後自創公司從事網拍生意。鳳梨在2018年自行創業，目前全力衝刺個人事業，表明對演藝圈並無興趣。2020年10月結識當時的秘書「歐菈」（本名廖浥扉）。於2024年2月與穩定交往的秘書「歐菈」（本名廖浥扉）登記結婚。

## 爭議

### 加入詐欺集團參與共同詐欺取財
2011年2月20日，時鳳梨綽號「小虎」，與其他詐欺集團成員所鎖定一名住在高雄的阿嬤詐騙電話誆騙得手47萬元。最後一審依《偽造文書》判刑1年6個月。

### 罔腰自稱懷孕
2021年2月，由於罔腰宣佈懷孕，造成台灣醫學界炮轟絕不可能且為違法行為，罔腰被高雄市政府衛生局要求說明。實際上鳳梨已和罔腰拆夥1年，已互不干涉對方生活。

### 指控保母虐嬰
2021年10月14日，鳳梨受友人委託發生高雄刺青師彫博將11個月大的女兒送往保母家托育，未料女兒卻跌倒重摔，緊急送醫仍隔日傷重不治，當時彫博懷疑女兒遭受保母施虐，鳳梨對此開直播替好友討公道，後續效應造成多名滋事份子到保母家撒冥紙、丟雞蛋，以及有流氓直接向保母呼巴掌、猛踹，嗆聲:「妳沒遇過流氓嗎？妳有遇過嗎？流氓比警察還要好用」。2023年7月26日，檢方偵查後發現，女嬰解剖後被驗出K他命反應，不排除是吸入K他命煙霧，導致女嬰產生鎮靜、錯覺、肌肉震顫等副作用才會間接重摔身亡。保母與其丈夫經採檢為陰性，但卻在彫博毛髮驗出K他命反應，因此檢方不排除彫博涉案。當日晚間鳳梨於臉書聲明:「我必須向因此事件受到影響的所有人，致上最深的歉意，一切尊重司法，以後會更謹慎行事。」

## 外部連結
- 吳泓逸的Instagram帳戶
- 吳泓逸的Facebook專頁
- 鳳梨 吳泓逸的Facebook專頁